# Derick Hougaard
Derick Jacobus Hougaard (Provincia Occidental del Cabo, 4 de enero de 1983) es un exjugador sudafricano de rugby que se desempeñaba como apertura.

## Selección nacional
Debutó con los Springboks en julio de 2003 ante Namibia y jugó irregularmente en ellos hasta 2007. En total jugó 8 partidos y marcó 69 puntos.

### Participaciones en Copas del Mundo
Disputó una sola Copa del Mundo; Australia 2003 donde los Springboks fueron derrotados en cuartos de final por los All Blacks.
| Mundial                       | Sede      | Resultado        | PJ | Pts |
| ----------------------------- | --------- | ---------------- | -- | --- |
| Copa Mundial de Rugby de 2003 | Australia | Cuartos de final | 5  | 48  |

## Palmarés
- Campeón del Super Rugby de 2007.
- Campeón de la Aviva Premiership de 2008-09 y 2010-11.